# Heterotalizm
Heterotalizm, różnoplechowość – możliwość koniugacji między plechami tego samego gatunku, ale tylko wtedy, gdy należą one do dwóch różnych fizjologicznych typów, które oznacza się jako (+) i (–). Czasami mówi się o płciowości tych plech. Zewnętrznie plechy nie różnią się od siebie, jednak gdy spotkają się dwie plechy (+), lub dwie plechy (–) nie prowadzi to do powstawania zygospor.
Heterotalizm po raz pierwszy wykryto dopiero w pierwszej połowie XX wieku u pleśniaków, później okazało się, że zjawisko to powszechnie występuje u grzybów i glonów. Jego przeciwieństwem jest homotalizm.